# Luis Alfonso Espino García
Luis Alfonso Espino García (Tres 
Cruces, Uruguay, 5 de enero de 1992), conocido como Pacha Espino, es un futbolista uruguayo. Juega de lateral izquierdo en el Rayo Vallecano de la Primera División de España.

## Trayectoria
Nacional
Jugador de la cantera (llegó en 2012 para incorporarse a la Reserva proveniente  de Miramar Misiones; bicampeón uruguayo en las temporadas 2012-13 y 2013-14), debutó el 1 de febrero de 2014 en el primer equipo en un partido ante Racing que ganarían por 2 a 0 en el Estadio Centenario por el Campeonato Uruguayo.
Lateral izquierdo con mucha proyección ofensiva y sólida marca, acumula más de 100 partidos oficiales con la camiseta tricolor y dos títulos de Campeón Uruguayo (2014-15 y 2016) además de ganar el Torneo Intermedio 2017. Junto a Carlos de Pena, conformaron una de las puntas más temibles de Nacional de Montevideo la temporada 2014-15.
En la temporada 2015-16 mantuvo su lugar como titular con buenos rendimientos a nivel local e internacional. Marcó su primer gol oficial el 24 de abril de 2016 ante Fénix en el Gran Parque Central.
Si bien en Primera jugaba en el lateral izquierdo, en formativas lo ha hecho en toda la franja zurda: lateral, mediocampista y carrilero.
En formativas (período 2012-2014) conquistó los torneos locales de Reserva 2012-13 y 2013-14.
España
El 28 de enero de 2019, se hizo oficial su llegada al Cádiz C. F. de forma libre, club el cual se encontraba en la Segunda División. Su primer partido con el conjunto español fue el 16 de marzo de 2019 frente al C. D. Lugo, partido que terminaría empatado 1-1 con una asistencia del uruguayo. 
En la temporada 2019-20, el equipo andaluz terminó en la segunda posición sumando un total de 69 puntos, solo por detrás de la S. D. Huesca. Con esta campaña, le permitió al Cádiz ascender a la Primera División.
Su primer partido en Primera División fue el 12 de septiembre de 2020 contra el C. A. Osasuna, encuentro el cual terminó 0-2 a favor del club de Pamplona.
Quedó libre al expirar su contrato al término de la temporada 2022-23. Entonces siguió su carrera en el Rayo Vallecano con el que firmó por tres años.

## Estadísticas
Actualizado al último partido disputado el 6 de diciembre de 2023.
| Club                    | Div.          | Temporada     | Liga  | Liga  | Liga   | Copas nacionales(1) | Copas nacionales(1) | Copas nacionales(1) | Copas internacionales(2) | Copas internacionales(2) | Copas internacionales(2) | Total | Total | Total  |
| Club                    | Div.          | Temporada     | Part. | Goles | Asist. | Part.               | Goles               | Asist.              | Part.                    | Goles                    | Asist.                   | Part. | Goles | Asist. |
| ----------------------- | ------------- | ------------- | ----- | ----- | ------ | ------------------- | ------------------- | ------------------- | ------------------------ | ------------------------ | ------------------------ | ----- | ----- | ------ |
| Nacional · Uruguay      | 1.ª           | 2013-14       | 5     | 0     | 1      | -                   | -                   | -                   | 2                        | 0                        | 0                        | 7     | 0     | 1      |
| Nacional · Uruguay      | 1.ª           | 2014-15       | 22    | 0     | 0      | -                   | -                   | -                   | 3                        | 0                        | 0                        | 25    | 0     | 0      |
| Nacional · Uruguay      | 1.ª           | 2015-16       | 27    | 1     | 3      | -                   | -                   | -                   | 10                       | 0                        | 0                        | 37    | 1     | 3      |
| Nacional · Uruguay      | 1.ª           | 2016          | 11    | 1     | 1      | -                   | -                   | -                   | 0                        | 0                        | 0                        | 11    | 1     | 1      |
| Nacional · Uruguay      | 1.ª           | 2017          | 26    | 0     | 3      | 7                   | 0                   | 0                   | 8                        | 0                        | 1                        | 41    | 0     | 4      |
| Nacional · Uruguay      | 1.ª           | 2018          | 27    | 2     | 3      | 8                   | 0                   | 2                   | 11                       | 1                        | 1                        | 46    | 3     | 6      |
| Nacional · Uruguay      | Total club    | Total club    | 118   | 4     | 11     | 15                  | 0                   | 2                   | 34                       | 1                        | 2                        | 167   | 5     | 15     |
| Cádiz C. F. · España    | 2.ª           | 2018-19       | 5     | 0     | 1      | -                   | -                   | -                   | 0                        | 0                        | 0                        | 5     | 0     | 1      |
| Cádiz C. F. · España    | 2.ª           | 2019-20       | 36    | 1     | 2      | -                   | -                   | -                   | 0                        | 0                        | 0                        | 36    | 1     | 2      |
| Cádiz C. F. · España    | 1.ª           | 2020-21       | 32    | 0     | 4      | -                   | -                   | -                   | 0                        | 0                        | 0                        | 32    | 0     | 4      |
| Cádiz C. F. · España    | 1.ª           | 2021-22       | 37    | 2     | 2      | -                   | -                   | -                   | 4                        | 0                        | 0                        | 41    | 2     | 2      |
| Cádiz C. F. · España    | 1.ª           | 2022-23       | 36    | 0     | 4      | 0                   | 0                   | 0                   | —                        | —                        | —                        | 36    | 0     | 4      |
| Cádiz C. F. · España    | Total club    | Total club    | 146   | 3     | 13     | 4                   | 0                   | 0                   | 0                        | 0                        | 0                        | 150   | 3     | 13     |
| Rayo Vallecano · España | 1.ª           | 2023-24       | 15    | 0     | 0      | 1                   | 0                   | 0                   | —                        | —                        | —                        | 16    | 0     | 0      |
| Rayo Vallecano · España | Total club    | Total club    | 15    | 0     | 0      | 1                   | 0                   | 0                   | 0                        | 0                        | 0                        | 16    | 0     | 0      |
| Total carrera           | Total carrera | Total carrera | 279   | 7     | 24     | 20                  | 0                   | 2                   | 38                       | 1                        | 2                        | 333   | 8     | 28     |

## Palmarés

### Torneos nacionales
| Título              | Club     | País    | Año     |
| ------------------- | -------- | ------- | ------- |
| Torneo Apertura     | Nacional | Uruguay | 2014-15 |
| Campeonato Uruguayo | Nacional | Uruguay | 2014-15 |
| Campeonato Uruguayo | Nacional | Uruguay | 2016    |
| Torneo Intermedio   | Nacional | Uruguay | 2017    |
| Torneo Apertura     | Nacional | Uruguay | 2018    |
| Torneo Intermedio   | Nacional | Uruguay | 2018    |